# Sesamum indicum
O gergelim ou sésamo (Sesamum indicum) é uma planta anual herbácea, gamopétala, originária do Oriente, pertencente à família das pedaliáceas, com propriedades medicinais, de flores alvas, róseas ou vermelhas, hermafroditas, malcheirosas, dispostas nas axilas das folhas, e cujo fruto é cápsula oblonga, pubescente, com sementes oleaginosas, pequenas, amarelas, alvas ou pretas, arredondadas e levemente comprimidas 
É cultivada na Ásia tropical por causa de suas sementes, que fornecem até 50% de óleo (ou azeite) confeccionado de sementes cruas e aquele de sementes previamente torradas resultam em dois produtos distintos, sendo o último mais utilizado como condimento em pratos orientais.
As sementes de sésamo são ricas em manganês, cobre e cálcio (90 mg de cálcio por colher de sopa para sementes integrais (não descascadas) e 10 mg para sementes descascadas), e contém vitamina B1 e vitamina E. Elas contêm um poderoso antioxidante, que também é anticancerígeno.[carece de fontes?] Elas também contêm fitoesterois, que bloqueiam a produção de colesterol. Os nutrientes do gergelim são melhor absorvidos se triturados antes do consumo.

## Origem do nome
Gergelim provém do árabe vulgar gilgilan, do árabe clássico ģulģulãn, significando "grão de coentro". Sésamo vem do latim sesamum e grego sēsamon, que por sua vez se derivam de antigas línguas semíticas, p. ex., acadiano šamaššamu.

## Propriedades
As sementes de gergelim contêm uma grande variedade de princípios nutritivos de grande valor: lípidos (ou gorduras), mais ou menos 52%, praticamente todos eles constituídos por ácidos graxos insaturados, o que lhes confere uma grande eficácia na redução do nível de colesterol no sangue. Entre as gorduras, encontra-se a lecitina, que desempenha um papel importante no nosso organismo. E componente essencial do tecido nervoso, também se encontra no sangue, no sêmen e na bílis e intervém na função das glândulas sexuais.[carece de fontes?]
A lecitina é um poderoso emulsionante, que facilita a dissolução das gorduras em meio aquoso. Uma das suas funções no sangue consiste em manter dissolvidos os lípidos, especialmente o colesterol, evitando assim que se deposite nas paredes das artérias. O gergelim é, com a soja, o mais rico em lecitina.[carece de fontes?]
- É abundante em cálcio: em 100 g de gergelim encontramos 417 mg,[2][3] ou quatro vezes mais que leite e derivados
- Proteínas (20%) de alto valor biológico, formadas por 15 aminoácidos diferentes com elevada proporção de metionina (aminoácido essencial).
- Vitaminas, especialmente a E (tocoferol), a B1 ou tiamina (0,1 mg por 100 g) e a B2 ou riboflavina (0,24 mg por 100 g).
- Minerais e oligoelementos diversos especialmente cálcio, fósforo, ferro, magnésio, cobre e cromo.
- Mucilagens, ao que deve sua ação laxante suave.
- [carece de fontes?]

## Uso
A espécie preta é mais forte e é usada no preparo do gersal (gergelim e sal), um dos temperos básicos da cozinha macrobiótica. A semente clara depois de tostada e moída dá origem a uma farinha que se transforma em uma pasta conhecida como tahine.

## Produção mundial
| País                                     | Produção em 2018 (toneladas anuais) |
| ---------------------------------------- | ----------------------------------- |
| Sudão                                    | 981 000                             |
| Myanmar                                  | 768 858                             |
| Índia                                    | 746 000                             |
| Nigéria                                  | 572 761                             |
| Tanzânia                                 | 561 103                             |
| China                                    | 431 500                             |
| Etiópia                                  | 301 302                             |
| Burquina Fasso                           | 253 936                             |
| Sudão do Sul                             | 206 522                             |
| Chade                                    | 172 539                             |
| Fonte: Food and Agriculture Organization |                                     |